# Aclosma
Aclosma is een geslacht van schietmotten uit de familie van de Sericostomatidae. Het geslacht werd voor het eerst wetenschappelijk beschreven door Morse in 1974.

## Soorten
Het genus bevat de volgende soorten:

- Aclosma anomala (Barnard, 1940)
- Aclosma bispinosum Morse, 1974